# Афанасій (Ніколау)
Митрополит Афанасій (грец. Μητροπολίτης Ἀθανάσιος в миру Андрій Ніколау, грец. Ανδρέας Νικολάου; нар. 8 лютого 1959, Лімасол) — єпископ Кіпрської православної церкви, митрополит Лімасольський.

## Біографія
Народився 8 лютого 1959 року в сім'ї успішного лімасольском підприємця. З юних років його життєвим середовищем була православна церква.
У віці 14 років Андрій залишає рідний дім і вступає до школи при Пафської митрополії.
18 квітня 1976 роки після закінчення Першої гімназії міста Пафос був висвячений в сан диякона митрополитом Пафським Хризостомом (Арістодіму).
У тому ж році продовжив навчання на богословському факультеті Університету Аристотеля в Салоніках. Церковне життя Салоніків приємно здивувала юнака: «Пам'ятаю, як в 1976 році я поїхав вчитися до Греції, і я був надзвичайно вражений, коли, в першу ж неділю прийшовши в храм, я побачив там молодих людей. Вперше я бачив молодих людей в церкві». Навчання в Салоніках дозволила йому регулярно відвідувати розташовану неподалік Гору Афон.
У 1980 році закінчив університет і прибув на Афон, де вступив в число братії скиту Неа-Скити. Духівником якого був відомий старець Йосип Ватопедський, учень афонського старця Йосипа Ісихаста.
У 1982 році прийняв велику схиму і в той же рік 29 травня був висвячений в сан пресвітера митрополитом Ієріським Никодимом (Анагносту).
У 1983 році був митрополитом Верійського Павлом (Яннікопулосом) піднесений до рангу духівника.
З 1987 року братство старця Йосипа прийняло на себе обов'язки по відновленню чернечого життя в монастирі Ватопед, в зв'язку з чим ієромонах Афанасій був обраний помічником настоятеля, а потім представником обителі в Священнім кіноті Святої Гори Афон.
У 1991—1992 роках — протоепістат (управитель) Гори Афон. Цю посаду на Афоні прийнято довіряти старим монахам, які володіють високим авторитетом і великим досвідом чернечого життя. Отець Афанасій став наймолодшим Протоепістатом за всю тисячолітню історію афонського чернецтва[джерело?][перевірити].
Відвідавши в 1991 році Афон архієпископ Кіпрський Хризостом I запропонував ієромонаху Афанасію повернутися на Кіпр. У 1992 році разом з трьома іншими Ватопедськими ченцями вступив до «Священичого» монастиря святителя Миколая в Пафосі (також відомий як «Агія-Моні»).
У листопаді 1993 року братія монастиря в повному складі перейшла в монастир Божої Матері Махер і 4 листопада того року отець Афанасій був обраний ігуменом цієї обителі.
З 1993 року чотири рази на місяць Афанасій виступає з відкритими бесідами в храмах Лімасольської митрополії і Кіпрському Університеті.
11 лютого 1999 року рішенням Священного Синоду був одноголосно обраний митрополитом Лимассольский. 14 лютого того ж року відбулася його архієрейська хіротонія з возведенням у сан митрополита і інтронізація .
На момент його поставлення на Лімасольском кафедру, єпархія була обтяжена величезними боргами. Через низку фінансових скандалів і зловживань більшість місцевих жителів були негативно налаштоване по відношенню до Церкви. Для вирішення проблем, що накопичилися митрополит Афанасій призначив особливу комісію професійних економістів, яка в короткі терміни допомогла єпархії позбутися важкого боргового гніту. Виходячи з уявлення, що кожен мирянин має право знати все про те як управляється Церква, митрополит Афанасій вводить традицію щорічних звітних прес-конференцій, на яких оприлюднюються доходи і витрати митрополії, розповідається про її починаннях і реалізованих за рік програмах. Третину доходів Лімасольської митрополії незмінно виділяється на благодійні потреби.
Стараннями Митрополита Афанасія духовно відроджуються діючі монастирі, крім того відновлюється чернече життя в трьох стародавніх обителях.
22 листопада 2005 роки разом а архімандритом Ісаєю (Кіккотісом) представляв Кіпрську православну церкву на інтронізації Патріарха Єрусалимського Феофіла III.
15-20 липня 2008 року супроводжував Архієпископа Хризостома II під час його візиту в Москву.
Заперечував проти візиту Папи Римського Бенедикта XVI на Кіпр, що відбувся в червні 2010 року, заявивши, що католицизм є єрессю, і Ватикан ніколи не чинив позитивного впливу на проблеми Кіпру. З іншого боку, підкреслив він, візит Папи не повинен стати приводом для будь-яких непристойних витівок з боку православних.
8-9 жовтня 2014 року взяв участь в перших в новітній історії зборах ігуменів і ігумень Російської Православної Церкви, що відбувся в актовому залі Московської духовної академії.
У жовтні 2020 року, разом з митрополитом Кіккським Никифором (Кіккотісом), митрополитом Тамаським Ісаєю (Кіккотісом) і хорєпископом Амафунтським Миколою (Тіміадісом), був одним з чотирьох ієрархів Кіпрської православної церкви, які критикували свого предстоятеля Хризостома II за визнання автокефалії Православної церкви України, дарованої патріархом Константинопольським Варфоломієм.